# Windscoop Nunataks
Die Windscoop Nunataks (von englisch windscoop ‚Windfang‘) sind eine Gruppe aus vier bis zu etwa 400 m hohen und giebelförmigen Nunatakkern an der Nordenskjöld-Küste des Grahamlands auf der Antarktischen Halbinsel. Sie ragen zwischen dem Porphyry Bluff und dem Tower Peak auf.
Der British Antarctic Survey führte hier zwischen 1978 und 1979 geologische Arbeiten durch. Das UK Antarctic Place-Names Committee nahm 1984 die deskriptive Benennung vor.